# Eodorcadion carinatum blessigi
Eodorcadion carinatum blessigi es una subespecie de escarabajo longicornio del género Eodorcadion, categorizada en la tribu Dorcadionini, de la subfamilia Lamiinae. Fue descrita por Ganglbauer en 1884.

## Descripción
Mide 12-19,8 mm de longitud.

## Distribución
Se distribuye por Kazajistán y Rusia.